# Džejms Lind
Džejms Lind (engl. James Lind; 4. oktobar 1716. Edinburg – 13. jul 1794. Gosport) je bio škotski lekar. On je bio pionir mornaričke higijene u Kraljevskoj mornarici. Džejms je sproveo prvo kliničko ispitivanje u istoriji, i na osnovu toga je razvio teoriju po kojoj citrus voće leči skorbut. On se zalagao bolju ventilaciju na mornačkim brodovima, i poboljšanu čistoću mornara, njihovog odela i ležaja, kao i za fumigaciju podpalublja sumporom i arsenikom. On je takođe predložio da se voda za piće može dobiti putem destilacije morske vode. Njegov rad je unapredio praksu preventivne medicine i poboljšao ishranu.

## Literatura
- Tracy, Nicholas (2006). Who's who in Nelson's Navy: 200 Naval Heroes. London: Chatham Publishing. ISBN 978-1-86176-244-3.
- Simon, Harvey B. (2002). The Harvard Medical School guide to men's health. New York: Free Press. стр. 31. ISBN 978-0-684-87181-3.

## Spoljašnje veze
- Džejms Lindova biblioteka
- Porodični dokumenti